# Al Pitrelli
Al Pitrelli (New York, 1962. szeptember 26. –) amerikai gitáros, zeneszerző, aki a Trans-Siberian Orchestra, a Megadeth, Alice Cooper, Joe Lynn Turner, Michael Bolton, Céline Dion, az Asia és a Savatage gitárosaként vált ismertté.

## Pályafutás
Zenei tanulmányait a bostoni Berklee College of Music falai között végezte, ahol az a Derek Sherinian volt a kollégiumi szobatársa, akivel később együtt zenélt Alice Cooper zenekarában. Miután otthagyta a Berklee-t, session zenészként dolgozott, valamint gitároktatással foglalkozott. A 80-as évek végén együtt dolgozott Michael Boltonnal, majd Alice Cooper zenekarában bukkant fel. Cooper mellett, mint zenei rendező tevékenykedett, valamint gitározott a  Trashes The World néven futó koncertsorozaton is.
A 90-es évek elején csatlakozott Dee Snider Widowmaker formációjához, de tagja volt egy Vertex nevű indusztriális rock együttesnek is, melynek Stephen Pearcy (Ratt) volt az énekese.
A 90-es évek első felében csatlakozott az Asia szupergrouphoz is, mellyel két nagylemezt rögzített (Aqua-1992, Aria-1994). Emellett számos előadó koncertjén lépett fel, mint Kathy Troccoli, Taylor Dayne, Randy Coven, vagy Celine Dion. Dalait olyan előadák használták fel, mint az Y&T, Lita Ford, vagy Derek Sherinian.
1995-ben lett a floridai Savatage tagja. Chris Caffery mellett ő játszott az 1995-ös Dead Winter Dead és az 1998-as The Wake of Magellan albumokon.
1998-ban szerepelt a Guitar Battle-ben, majd a Sonic Adventure videójátékhoz készült albumon az Open Your Hearton is felbukkant.
1999-ben egy rövid ideig tagja volt a Blue Öyster Cultnak is, majd 2000-ben felkérést kapott a Megadeth részéről. Pitrelli elfogadta Marty Friedman megüresedett helyét, így a Savatage 2001-es Poets and Madmen albumán márcsak néhány dalban volt hallható.
Állandó tagja a Savatage zenészek által a 90-es évek közepén létrehozott Trans-Siberian Orchestra zenekarnak is. A formáció öt nagylemezt adott ki, melyek mindegyikén hallható Pitrelli, valamint a koncerteken is látható. Az együttesben nemcsak gitározik, hanem "zenei vezető"ként is tevékenykedik. Az együttes rendszerint karácsonykor áll neki koncertezni amerikaszerte, de mivel az ünnepek alatt csak kevés helyre tudnának eljutni, ezért két formáció járja az országot azonos névvel. Pitrelli a csendes-óceáni és az ország középső területein koncertező társaságot vezeti.
2000 és 2002 között a Megadeth tagja volt, ahová az együttes dobosa Jimmy DeGrasso ajánlotta be. DeGrasso a 90-es évek elején Alice Cooper oldalán ismerte meg Pitrellit. Eleinte Pitrelli a színpad széléről nézte a zenekart, de Marty Friedman a turné közepén kiszállt, így a Megadeth már Pitrellivel fejezte be a turnét. Pitrelli szerepelt az együttes Rude Awakening koncertkiadványán, valamint a The World Needs a Hero nagylemezen. Dave Mustaine kézsérülése idején hagyta el Pitrelli a zenekart, majd egy kis időre újra a Savatage tagja lett. A Savatage azonban leállt, a tagok pedig a Trans-Siberian Orchestra-val kezdtek foglalkozni.
2002-ben pedig egy O'2L projektben játszott, melynek Jane Mangini is a tagja, aki Pitrelli második felesége. 2003-ban szerepelt a Danger Danger Rare Cuts albumán, de felbukkant egy Hotshot névre keresztelt formáció nagylemezén is. 2004 óta kevesebb felkérést vállal, energiáit leginkább a Trans-Siberian Orchestra köti le.

## Stílus, hangszer
Al Pitrelli az egyik legkeresettebb session muzsikus, aki pályafutása során számos előadóval dolgozott együtt, ezzel is bizonyítva, hogy több zenei stílusban is otthonosan mozog. Pályafutása kezdetén Steve Vai volt a mentora, ezért ő is hasonlóan szerteágazó elméleti és gyakorlati tudásra próbált szert tenni. Ugyan technikailag képzett gitáros, de játékában nem kap nagy szerepet a technikai tudás csillogtatása. Szólói könnyen értelmezhető momentumok, melyeket gyakran színesít technikai szempontból nehezebb frázisokkal, valamint ízes vibrató technikával. Pályafutása során Gibson Explorer és Gibson Les Paul modelleket használ, melyeket Marshall erősítőkkel köt össze. Nem használ effektpedálokat, gitárjai egyenesen az erősítőbe futnak bele, rendkívül organikus, meleg tónusú Gibson/Marshall hangzást eredményezve.
Korábban minden gitárjába Seymour Duncan és JB Model hangszedőket rakott, azonban rájött, hogy így egyformán szólnak a gitárjai, ezért egy ideje az eredetileg beépített hangszedőket preferálja.
Hibrid összeállítású húrokat használ, egy speciális 010-056 szettet, így a vastagabb húrok teltebben szólnak, míg a vékonyabb húrok könnyebben nyújthatóak.
Leggyakrabban triangle formájú pengetőket használ.

## Diszkográfia

### Danger Danger
- Rare Cuts (2003)

### Hotshot
- The Bomb (2005)

### Alice Cooper
- Trashes the World (DVD, 1990)
- Classicks (1995)

### Asia
- Aqua (1992)
- Aria (1994)

### Place Called Rage
- Place Called Rage  (1995)

### Coven, Pitrelli, Reilly (CPR)
- CPR (1992)

### Megadeth
- Capitol Punishment: The Megadeth Years (2000)
- The World Needs a Hero (2001)
- Behind the Music (DVD, 2001)
- Rude Awakening (2002)
- Still Alive... and Well? (2002)
- Greatest Hits: Back to the Start (2005)
- Anthology: Set the World Afire (2008)

### O'2L
- O'2L
- Doyle's Brunch
- Eat a Pickle

### Savatage
- Dead Winter Dead (1995)
- The Wake of Magellan (1998)
- Poets and Madmen (2001)

### Trans-Siberian Orchestra
- Christmas Eve and Other Stories (1996)
- The Christmas Attic (1998)
- Beethoven's Last Night (2000)
- The Lost Christmas Eve (2004)
- Night Castle (2009)

### Widowmaker
- Blood and Bullets (1992)
- Stand by for Pain (1994)

### Vertex
- Vertex (1996)

### Guitar Battle
- Guitar Battle (1998)